# Rietavo miškai
Rietavo miškai este o arie protejată (sit de importanță comunitară — SCI) din Lituania întinsă pe o suprafață de 30.342,52 ha, integral pe uscat.

## Localizare
Centrul sitului Rietavo miškai este situat la coordonatele 55°47′36″N 21°39′48″E / 55.7933°N 21.6633°E.

## Înființare
Situl Rietavo miškai a fost declarat sit de importanță comunitară în mai 2005 pentru a proteja 5 specii de animale.

## Biodiversitate
Situată în ecoregiunea boreală, aria protejată conține 21 de habitate naturale: Lacuri și iazuri distrofice naturale, Cursuri de apă de la nivel de câmpie la nivel montan, cu vegetație Ranunculion fluitantis și Callitricho-Batrachion, Formațiuni ierboase bogate în specii de Nardus, dezvoltate pe substraturi silicioase în zone montane (și în zone submontane, în Europa continentală), Pajiști fino-scandinave uscate până la mezice, bogate în specii de altitudine mică, Pajiști cu Molinia pe soluri calcaroase, turboase sau argilos-nămoloase (Molinion caeruleae), Liziere de ierburi înalte hidrofile de câmpie și de nivel montan până la alpin, Pajiști aluvionare boreale nordice, Fânețe de joasă altitudine (Alopecurus pratensis, Sanguisorba officinalis), Turbării active, Mlaștini oligotrofe degradate, capabile încă de regenerare naturală, Mlaștini turboase de tranziție și turbării mișcătoare, Depresiuni pe substraturi de turbă de Rhynchosporion, Izvoare fino-scandinave și mlaștini produse de izvoare bogate în minerale, Taiga vestică, Păduri caducifoliate bătrâne naturale hemiboreale fino-scandinave (Quercus, Tilia, Acer, Fraxinus sau Ulmus) bogate în specii epifite, Păduri fino-scandinave bogate în ierburi cu Picea abies, Păduri caducifoliate de mlaștină fino-scandinave, Păduri de stejar sau de stejar și carpen sub-atlantice și medio-europene de Carpinion betuli, Păduri pe pante, grohotișuri și ravene de Tilio-Acerion, Mlaștini împădurite, Păduri aluvionare cu Alnus glutinosa și Fraxinus excelsior (Alno-Padion, Alnion incanae, Salicion albae).
La baza desemnării sitului se află mai multe specii protejate:
- mamifere (1): râs eurasiatic (Lynx lynx)
- nevertebrate (4): fluturele purpuriu (Lycaena dispar), Ophiogomphus cecilia, Phengaris teleius, Unio crassus

Pe lângă speciile protejate, pe teritoriul sitului au mai fost identificate 4 specii de plante.